# Ruta Estatal de California 223
La Ruta Estatal de California 223, abreviada SR 223 (en inglés: California State Route 223) es una carretera estatal estadounidense ubicada en el estado de California. La carretera inicia en el Oeste desde la I 5     en Taft en sentido Este hasta finalizar en la SR 58     cerca de Arvin. La carretera tiene una longitud de 51,4 km (31.92 mi).

## Mantenimiento
Al igual que las autopistas interestatales, y las rutas federales y el resto de carreteras estatales, la Ruta Estatal de California 223 es administrada y mantenida por el Departamento de Transporte de California por sus siglas en inglés Caltrans.

## Cruces
La Ruta Estatal de California 223 es atravesada principalmente por los siguientes cruces:

 SR 99  cerca de Greenfield
 SR 184     cerca de Weedpatch